# Дубнов, Семён Маркович
Семён Ма́ркович (Ши́мен Ме́ерович) Ду́бнов (также Симон Дубнов; 1860, Мстиславль, Могилёвская губерния — 1941, Рига, Рейхскомиссариат Остланд) — российский историк и публицист еврейского происхождения. Общественный деятель, один из классиков и создателей научной истории еврейского народа. Писал на двух языках — на русском и на идише.

## Биография

### Происхождение и ранние годы
Среди предков Дубновых были известные талмудисты реб Юдл из Ковеля и Иосеф Йоске, автор «Иесод Иосеф» — одного из популярных религиозных сочинений XVIII в. Прапрадед Дубнова Бенцион Хацкелевич в XVIII—начале XIX века фактически возглавлял еврейскую общину Мстиславля. Первым носителем фамилии Дубнов стал прадед Симона Дубнова — Вольф, бывший видным знатоком раввинской литературы. Первым учителем будущего ученого стал его дед Бенцион, преподававший на протяжении 45 лет Талмуд.
По семейной легенде, Дубновы имели родственные узы с дворянским родом Перетц, члены которого ещё на рубеже XVIII—XIX веков вошли в историю России, сначала как активные представители еврейского населения, а затем, после принятия православия, как русские политические и государственные деятели.
В 1844 году дед С. М. Дубнова Бенцион был свидетелем и участником событий, вошедших в историю под именем «мстиславского буйства», исследованного и описанного позже Дубновым. Семью Дубновых не обошли идейные бури того времени. Дед Бенцион — строгий миснагед — был противником как хасидизма, так и Хаскалы.
Отцом Семёна Дубнова был мелкий служащий лесозаготовительного предприятия. Семён Дубнов получил традиционное образование в хедере и йешиве.
В течение буквально трёх-четырёх лет Дубнов, до тринадцати лет говоривший только на идише, самостоятельно освоил русский язык. По собственному его признанию, он «получил ключ к богатой русской литературе», а с ним и к «литературе европейской, которая в изобилии преподносилась публике в русских переводах». Талмуд и книги Лебенсона сменили «Даниэль Деронда» Дж. Элиот, поэзия Людвига Бёрне, тома журнала «Дело». Постепенно Дубнов начинает жить как бы в двух мирах — еврейском и русском.
В 1876 году он окончил казённое еврейское училище, а через два года окончил двухклассное Мстиславское уездное училище.

### Начало научной и общественной деятельности

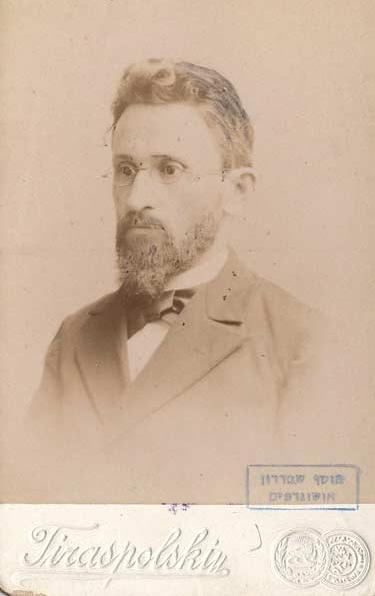
Семён Дубнов. 1896 г.

В 1880-е годы занятия наукой, первые литературные опыты свели Дубнова с некоторыми русскими учёными и писателями, интересовавшимися еврейскими проблемами, — Сергеем Бершадским, Николаем Лесковым. Его воспоминания являются практически единственным источником о ранних годах жизни и творчества таких впоследствии знаменитых литераторов, как Аким Волынский, Семён Фруг, Семён Венгеров, Николай Минский.
Дубнов принимал активное участие в общественной жизни России конца XIX — начала XX вв.
Важнейший период жизни Ш. Дубнова пришёлся на годы пребывания в Одессе (1890—1903), где сложилась его философия еврейской истории. В Одессе входил в кружок выдающихся еврейских писателей, к которому также принадлежали Менделе Мойхер-Сфорим, Шолом-Алейхем, Ахад-Гаам и др.
Как член Общества для распространения просвещения между евреями в России, он вместе с сионистами боролся за создание национальных еврейских школ. После погрома 1903 года в Кишинёве Дубнов был одним из тех, кто призывал к созданию активной еврейской самообороны. Дубнов энергично выступал за участие евреев в выборах в Государственную думу (1905) и основал еврейскую секцию партии конституционалистов-демократов (кадеты). Дубнов был членом Союза для достижения полноправия еврейского народа в России (1905), но позже отошёл от него. В 1906 году вместе с соратниками (М. Крейнин, А. Залкинд, В. Мандель, А. Перельман) основал Еврейскую народную партию («Фолкспартей»), которая существовала в России вплоть до 1918 года.
Годы между двумя революциями в России, с 1905-го по 1917-й год, стали периодом расцвета еврейской исторической науки. Новое поколение русско-еврейской интеллигенции создало Еврейское историко-этнографическое общество и другие научные организации, среди которых было и Еврейское литературное общество, которым он фактически руководил, хотя его учредителем являлся Лазарь Нисселович. Дубнов активно участвовал в основании в Петербурге еврейского университета, в создании «Еврейской энциклопедии», был автором и редактором ежегодника «Еврейская старина». В то же время он продолжал научные исследования, доведя свою «Историю евреев в России» до начала XX века.
С. М. Дубнов сразу и однозначно не принял власть большевиков. Он был одним из немногих политических деятелей, отрицательно относившихся как к власти красных, так и белых. Весь опыт учёного, знание истории и поистине редкая прозорливость позволили ему уже в 1918—1920 годах высказать убеждение в том, что общество, построенное на отрицании общедемократических принципов, неизбежно рано или поздно придет к возрождению крайних форм национализма, к государственному антисемитизму. То, что национальная еврейская жизнь в Советской России будет уничтожена, он понял одним из первых.

### Деятельность в эмиграции и гибель
В 1922 году эмигрировал в Германию. Здесь на склоне лет он решил завершить труд своей жизни — десятитомную историю еврейского народа. С 1922 по 1933 год Дубнов жил в Берлине. За эти годы в различных издательствах и на разных языках вышли в свет в новой редакции три тома его «Всемирной истории евреев», «Новейшая история еврейского народа», «Письма о старом и новом еврействе» и ряд других произведений. С первых дней в Германии Дубнов полностью ушёл в научную работу.
В апреле 1923 года Дубнов отметил в дневнике: «Ровно год тому назад в этот день я покинул Петербург и Россию после долгих лет мук заточения в царстве нового деспотизма. Я знал, что еду на „развалины Европы“, но момент выхода из тюрьмы был светел и сулил многое впереди. Прошёл год. Я свободен, я в Берлине, у печатного станка… и что же, счастлив я? Нет, нельзя быть спокойным, дыша атмосферой тревоги». В России остались дочь и сын, другая дочь с детьми жила в Польше.
Приход к власти Гитлера заставил С. М. Дубнова покинуть Германию. Он имел приглашение в Палестину и в США, но принял роковое решение и в августе 1933 года переехал в Латвию, так как хотел быть ближе к детям и внукам, а главное — к своему читателю, русскоязычному еврейству. В Риге Дубнов завершил и выпустил все три тома мемуаров (последний — в 1940 году).
Присоединение Латвии к СССР в 1940 году создало для Дубнова реальную опасность. Неприятие учёным теории и практики большевизма было хорошо известно. В 1920-х годах он опубликовал в европейской и американской печати несколько статей с резкой критикой советской национальной политики. В свою очередь, в конце 1920-х годов в СССР были изъяты его труды, а он сам подвергнут остракизму. Однако престарелого учёного не арестовали.
В Риге застала С. М. Дубнова немецкая оккупация в 1941 году. Существует ряд легенд о последних днях его жизни. Рассказывают, что когда его уводили латышские полицейские, престарелый историк кричал на идише: «Йидн, шрайбт ун фаршрайбт!» («Евреи, пишите и записывайте!»). Доподлинно известно лишь, что его убили 8 декабря 1941 года во второй акции по уничтожению Рижского гетто.

## Концепции Дубнова

### Еврейская история

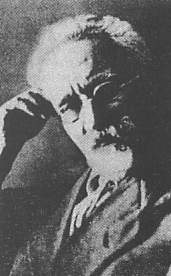
Семён Маркович Дубнов

В своих капитальных трудах Дубнов определял еврейский народ как «народ, чьим домом является весь мир», и считал, что еврейский народ сформировался в процессе приспособления к тем условиям, в которых он жил. После разрушения Второго храма еврейский народ перешёл к высшей, то есть культурно-духовной стадии исторического развития. Согласно Дубнову, еврейский народ в диаспоре развил особую социальную систему и общинную идеологию.
Во все периоды истории еврейства выделялась одна община, более других преуспевшая в сохранении самоуправления, в национальном творчестве и в духовной независимости. Она становилась центром еврейского народа и гегемоном по отношению к остальным общинам.
Сделав предметом своих исследований жизнь народа во всех её проявлениях, учёный анализировал и развитие внутренней общественной жизни, историю религиозных течений и историю культуры; при этом собственно еврейская история рассматривается в неразрывной связи с историей стран пребывания. Для Дубнова-ученого равноценны все течения еврейской культуры, их достижения как на иврите, так и на идиш. Не оставлял он вне сферы своего внимания и культурное наследие, созданное на языках диаспоры: в Испании, Франции, Голландии, Германии, Польше, в странах Востока.

### Роль религии иидишизм
Еврейскую религию Дубнов рассматривал как средство национальной самозащиты народа, лишенного обычных средств самосохранения, которыми обладают другие народы. Отсюда естественно следует, что в период эмансипации религия теряет свою защитную функцию, и еврейский народ, вступивший в эпоху сотрудничества с народами мира, должен развить светскую культуру, языком выражения которой является идиш.

### Отвержение сионизма и ассимиляции
На этом основании Дубнов отвергал как сионизм, считая его выражением лже-мессианства, так и ассимиляторство. Он противопоставлял им концепцию автономизма, изложенную в «Письмах о старом и новом еврействе», которые печатались в журнале «Восход» в 1897—1902 (отдельное издание — СПб., 1907). Одновременно с работой над историческими трудами Дубнов выступал в качестве литературного критика, педагога и публициста. Его перу принадлежит статья «Разговорный язык», посвящённая языку идиш (1909), исследование творчества поэта Лейба Гордона и др.

### Автономизм российского еврейства
Дубнов был одним из идеологов возникающего российского еврейства. Защищал позиции национально-территориальной автономии т. н. автономизм, ратовал за переход на русский язык, как средство вхождения евреев в современный мир. Для евреев черты оседлости, замкнутых в своем национальном ареале, язык империи был, по существу, не нужен. В 70-е гг. XIX в. экономические и культурные преобразования привели к тому, что молодежь начала овладевать русским языком.
В истории российского еврейства 60—70-е гг. XIX в. стали во многом переломными. Реформы Александра II смягчили антиеврейское законодательство, требования экономического развития страны привели к усилению процесса интеграции еврейского народа в жизнь империи. Постепенно польско-литовское еврейство становилось еврейством российским. Еврейская молодежь стремилась вырваться из черты оседлости. Она стала получать образование в русских гимназиях и университетах, вошла в отечественную культуру, науку, экономику и политику. Все это привело к созданию и быстрому росту новой группы — русско-еврейской интеллигенции.
Миллионы евреев оставались в черте оседлости, но те несколько сот тысяч, что, вырвавшись из неё, расселились по российским городам, стали предпринимателями, врачами, инженерами, журналистами, литераторами, адвокатами. Это были люди с совершенно новой ментальностью. Шауль Гинзбург, ученик и последователь Дубнова, характеризуя русско-еврейскую интеллигенцию, подчёркивал, что она «в себе объединила лучшие черты русской интеллигенции с верностью и преданностью еврейской культурной традиции» («Дети и внуки Хаскалы»), русские евреи сделали своим третьим, а затем и родным языком русский, они осознавали себя — и стремились внушить это другим — не просто евреями, а евреями именно русскими. Постепенно русско-еврейская интеллигенция стала представительной силой еврейского народа.
В 70-е гг. XIX в. значительная часть образованной еврейской молодёжи как бы вошла в одно русло с русской, главным образом студенческой, молодежью, находившейся в оппозиции к существующей в стране политической, экономической и идеологической системе.
Погромы 1881—1882 гг. на юге России и рост антисемитизма, в том числе и государственного, привели к краху иллюзий о возможности безболезненной интеграции евреев в российское общество, следствием чему были идейный кризис и противостояние между поколением 60-х гг. и новой генерацией российского еврейства. Основные споры шли на страницах периодических изданий «Восход», «Русский еврей», «Рассвет».
Своё идейное credo Дубнов обосновал в работах «Что такое еврейская история» и «Письма о старом и новом еврействе». Оно было выработано в острых дискуссиях с такими мыслителями, как Ахад-ха-Ам, И. Равницкий, Х. Н. Бялик, Бен-Ами. Суть концепции С. М. Дубнова заключалась в том, что он, в отличие от большинства своих предшественников, рассматривал еврейство исключительно как нацию духовную. Утратив своё государственно-территориальное существование, еврейство сохранилось лишь потому, что осталось народом духовным, по его определению, «нацией культурно-исторической среди наций политических». До Дубнова в еврейской историографии господствовали теологические концепции, согласно которым евреи рассматривались исключительно как религиозная общность.
Дубнов же воспринимает свой народ как нацию, наделенную великим инстинктом самосохранения. Именно этот инстинкт и позволил евреям не только выжить, но и создать автономные формы национального самоуправления в разных странах и в разные века. Это общины Вавилона и Испании, кагалы и ваады в Польше и Литве.
В отношении истории российского еврейства концепция Дубнова заключалась в том, что он воспринимал её как поступательный процесс, в ходе которого польско-литовское еврейство постепенно, за столетие после вхождения в состав России, начинало осознавать себя еврейством именно российским, со своими особыми культурными, общественными и политическими задачами. В то же время история евреев в России для Дубнова — это часть и всемирной, и российской истории. Изучая её, он стремился охватить все еврейские территориально-культурные группы; при этом учёный исходил из того, что они жили по единым законам империи.
В свою очередь историк Джон Клир отмечал: «По концепции Ш. Дубнова, политика русского правительства по отношению к евреям основана на религиозной нетерпимости и стремлении окрестить евреев, обратить их в православие. На самом деле это подход односторонний, российские власти искали различные способы управления еврейским населением».

## Творчество
Первые исторические сочинения Дубнова были посвящены оценке деятельности И. Б. Левинзона, Шабтая Цви и Адольфа (Якоба) Франка, а также изучению хасидизма.
В 1893 году Дубнов опубликовал историко-философский этюд «Что такое еврейская история», в котором, вслед за Генрихом Грецем, представлял историю еврейского народа как историю развития еврейского национального духа.
В 1898 году Дубнов начинает работать над крупными трудами по еврейской истории, первым из которых был «Учебник еврейской истории» (1—3 тт., Одесса, 1898—1901).
В 1900-х годах начала выходить «Всеобщая история евреев» (т. 1, Одесса, 1901; в 1903—1905 как приложение к журналу «Восход»; отдельное издание в 3-х тт., СПб., 1904—1906). Четвёртый том был издан под названием «Новейшая история еврейского народа, 1789—1881» (П., 1914). Отдельные части книги Дубнова издавались в советское время (1922—1923) в Москве и Петрограде.
Монументальный труд Дубнова «Всемирная история еврейского народа» был опубликован впервые в немецком переводе А. З. Штейнберга (1—10 тт., Берлин, 1925—1929), а затем на иврите (1923—1938) и идише (1948—1958); полное издание книги в подлиннике на русском языке вышло в свет в Риге в 1934—1938 гг.
В 1930—1931 годах в Тель-Авиве вышел в свет на иврите труд Дубнова «Толдот ха-хасидут» («История хасидизма», в переводе на немецкий язык А. З. Штейнберга), подведший итог длительному изучению Дубновым хасидского движения. Дубнов сотрудничал в «Джуиш энциклопедия» (1901—1905) и «Еврейской энциклопедии» (1908—1913; был соредактором первого тома).
Последние статьи Дубнова вышли накануне 2-й мировой войны: «Русско-еврейская интеллигенция в историческом аспекте» («Еврейский мир», Париж, 1939) и «Пробуждение мировой совести и участь еврейства» («Русские записки», книга 4, Париж, 1939).
Богатый материал о жизни и деятельности Дубнова и его эпохе содержится в его воспоминаниях: «Книга моей жизни» (1—2 тт., Рига, 1934—1935; 3-й т. опубликован в 1940 году в Риге в издательстве автора и уничтожен нацистами в 1941 году; переиздан Союзом русских евреев (Нью-Йорк, 1957) и в России (Спб.: «Петербургское востоковедение», 1998)) и в книге С. Дубновой-Эрлих «Жизнь и творчество С. М. Дубнова» (Нью-Йорк, 1950).

### Другие произведения
- Краткая история евреев (книга)

### Переводы
- Эрнест Ренан. История израильского народа, 1908—1912[6]

## Семья
- Дочь — София Семёновна Дубнова-Эрлих (1885—1986), поэтесса, переводчица с идиша и немецкого на русский язык, жена видного деятеля Бунда Х. М. Эрлиха. Их сын — Виктор Генрихович Эрлих, литературовед и филолог-славист.
- Сын — Яков Семёнович Дубнов (1887—1957), математик, профессор МГУ, в последние годы жизни — редактор сборника «Математическое просвещение».
- Племянники — историк Исаак Моисеевич Троцкий и филолог-латинист Иосиф Моисеевич Тронский.

## Память
- Институт еврейской истории и культуры имени Симона Дубнова при Лейпцигском университете.
- Именем Дубнова названа Рижская еврейская средняя школа[7].
- Высшая гуманитарная школа имени С. Дубнова.
- Именем Дубнова названы улицы в Иерусалиме, Тель-Авиве, Хайфе, Раанане, Беэр-Шеве, Реховоте, Холоне и Ришон Ле-Ционе.